# Эстляндское рыцарство
Эстля́ндское ры́царство (Эстляндское дворянство, нем. Estländische Ritterschaft) — военно-землевладельческое сословие (сообщество), состоявшее из балтийских немцев (составлявших не более 5 % от общей численности местного населения) на территории современной северной Эстонии в период существования Эстляндского губернаторства Шведского великодержавия и Российской империи. Было образовано в 1584 году, прекратило существование в 1920 году, после принятия в Эстонской республике закона об упразднении сословий.

## История
Формировалось, в значительной части, из потомков рыцарей Тевтонского (Немецкого) ордена, выходцев из Священной Римской империи, воевавших в XIII—XIV веках на восточном побережье Балтийского моря (нем. Ostsee) с местными балтийскими и прибалтийско-финскими племенами.
На завоёванных в Прибалтике землях рыцарством были основали города и крепости и создано феодальное государство. Религией рыцарей был католицизм, а с XVI века — лютеранство.
В 1561 году Северная Эстония перешла во владение Швеции (политически этот переход трактовался шведским правительством как добровольный шаг), было создано Эстляндское герцогство. Новая власть обещала сохранить прежние права местного дворянства. После заключения мирного договора Швеции с Россией (1583) в Эстляндии сложилась двойственная административная система — комбинация государственной власти и дворянского самоуправления. Высшими органами Эстляндского рыцарства были собиравшееся раз в три года общее собрание (ландтаг) и постоянно действующая коллегия ландратов (земских советников).
Прежние земельные владения — Ливонского Ордена, епископов, оставшиеся без владельцев имения — щедро раздавались шведскими властями в частную собственность, в основном в руки немецких баронов, в благодарность за заслуги перед новой властью. Так обеспечивалось влияние рыцарства Эстляндии, как в экономической, так и в политической жизни. Попытки шведской королевской власти ограничить это влияние вызывали сильное сопротивление местного рыцарства, кроме того, постоянно воюющая центральная власть нуждалась в поддержке на местах. Мнение рыцарства учитывалось при обустройстве местной жизни.
По Ништадскому миру (1721) Эстляндия вошла в состав Российской империи. Немецкое дворянство сохранило своё привилегированное положение на местах, и к середине XIX века, овладев русским языком, стало играть роль весьма успешного посредника между российской имперской верхушкой (самой в известной степени германизированной) и местной безземельной крестьянской массой эстонцев. Более того, балтийские немцы успешно продвигались по карьерной лестнице в Российской империи и за пределами её балтийского региона.
В 1798 году, после указа, воспрещавшего отправку за границу молодых людей для занятий наукой, начались подготовительные мероприятия по открытию университета для обучения остзейского юношества внутри страны. При участии эстляндского рыцарства для открытия университета была выбрана Митава, но смерть императора Павла I помешала выполнению плана, а император Александр I повелел основать университет, согласно прежнему плану, в Дерпте, «по причине положения оного в средоточии трёх губерний: Рижской, Ревельской и Курляндской».
С распадом Российской империи остзейские дворяне предприняли попытку вооружённым путём удержать власть на территории Эстляндии, возглавив местные прогерманские военные формирования в Эстонии (Прибалтийский ландесвер), и создать Балтийское герцогство, монархом которого будет прусский король. Потерпев поражение в Эстонской освободительной войне, в которой против них сражались вооружённые силы Эстонии, многие прибалтийские немцы репатриировались в Германию.